# Ambrus
Ambrus (okzitanisch: Ambruç) ist eine kleine französische Gemeinde mit 109 Einwohnern (Stand 1. Januar 2022) im Département Lot-et-Garonne in der Region Nouvelle-Aquitaine. Sie gehört zum Arrondissement Nérac und zum Kanton Lavardac.

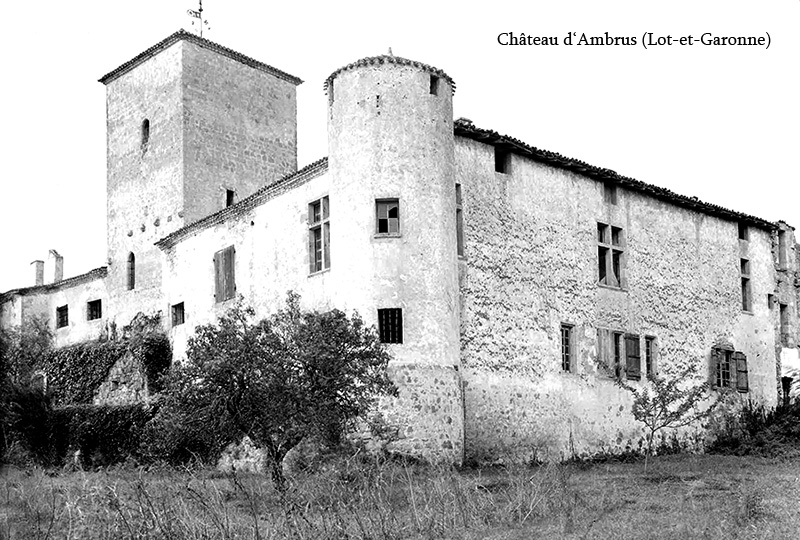
Château d'Ambrus

## Geographie
Die Gemeinde liegt rund 13 Kilometer nordwestlich der Arrondissement-Hauptstadt Nérac. Nachbargemeinden sind Damazan im Norden, Saint-Pierre-de-Buzet im Nordosten, Buzet-sur-Baïse im Osten, Xaintrailles im Süden, Pompiey im Südwesten, Fargues-sur-Ourbise im Westen und Caubeyres im Nordwesten.
Ambrus liegt abseits überregionaler Verkehrsverbindungen, die alle in den östlichen Nachbargemeinden verlaufen.
Das Gemeindegebiet wird vom Bach Moureau durchflossen, der weiter abwärts auch Benac genannt wird und in nordöstlicher Richtung zur Baïse entwässert.

## Bevölkerungsentwicklung
| Jahr      | 1968 | 1975 | 1982 | 1990 | 1999 | 2006 | 2018 |
| Einwohner | 92   | 97   | 81   | 78   | 71   | 87   | 111  |

## Sehenswürdigkeiten
- Schloss aus dem 13. Jahrhundert mit schönem Park, Monument historique[1]
- Kirche Notre-Dame aus dem 12. Jahrhundert mit der "Wunderquelle" Fontaine de Dévotion